# Библиотеки Владивостока
Ниже приведён список действующих библиотек Владивостока.

## Библиотеки города
| Логотип конкурса «Вики любит памятники» | Объект культурного наследия: № 2500695000 |

| Логотип конкурса «Вики любит памятники» | Объект культурного наследия: № 2500149001 |